# Тежки крайцери тип „Миоко“
Миоко (на японски: 妙高型重巡洋艦) са серия от четири тежки крайцера на Императорските ВМС на Япония от 1920-те години. Първите „вашингтонски“ тежки крайцери на японския императорски флот.
Проектът за 10 000-тонен крайцер е разработен в периода 1922 – 1923 г. под ръководството на Юдзуру Хирага. В периода 1923 – 1924 г. са поръчани четири кораба, които в периода 1924 – 1929 г. са построени от две държавни („Миоко“ и „Начи“) и от две частни („Хагуро“ и „Ашигара“) корабостроителници.
Крайцерите от типа „Миоко“ са едни от най-съвършените договорни крайцери, съчетаващи мощното въоръжение и бронева защита, висока скорост на хода и голяма далечина на плаване. Последващо развитие на този проект стават четирите кораба от типа „Такао“, построени в периода 1927 – 1932 г.
Крайцерите служат през цялото междувоенно време, преминавайки при това през две големи модернизации. Те имат активно участие в бойните действия на Тихоокеанския театър на военните действия през Втората световна война. Три кораба са унищожени в нейния завършващ етап, тежко повреденият „Миоко“ е пленен от англичаните в Сингапур и потопен през 1946 г.

## Разработка на проекта
След ратификацията, на 6 юни 1922 г., на Вашингтонския договор японския Морски Генерален Щаб (МГЩ) поръчва на началника на секцията по корабостроене в Морския технически департамент (МТД) Юдзуру Хирага да разработи проект за крайцери, съответстващ на постановените ограничения, т.е. с главен калибър от 200 мм и стандартна водоизместимост от 10 000 дълги тона. Месец по-късно, на 3 юли, четири кораба с такива параметри са включени в новата корабостроителна програма, представена от морския министър Като Томосабуро. Към края на годината МГЩ определя своите изисквания към новия крайцер:
- Бронева защита, издържаща попаденията на 150-мм снаряди под прав ъгъл и 200-мм под остър;
- Закриващи подводната част на корпуса в района на машините були за защитата ѝ от взривове на мини и торпеда;
- Осем 200-мм оръдия в четири кули (три на носа „пирамидално“, една на кърмата);
- Зенитно въоръжение от четири 120-мм оръдия;
- Четири сдвоени неподвижни 610-мм торпедни апарата;
- Два хидросамолета на борда;
- Максимална скорост на хода от 35,5 възела;
- Далечина на плаване от 10 000 морски мили при 13,5-възлов ход[3].

Хирага, обаче, не е напълно съгласен с тях, и предлага да се добави пета кула на ГК на кърмата (за подсигуряване на огнево превъзходство над проектираните в чужбина крайцери) и бронева противоторпедна преграда, при това съкратявайки далечината на плаване до 8000 морски мили и пълен отказ от торпедно въоръжение поради риска от него за самия кораб.
В началото на 1923 г. капитан 3-ти ранг Фуджимото под ръководството на Хирага започва проектирането на крайцера. На 18 май проектът е представен на Морския технически съвет и след доработки (преход към сдвоен преден комин и отказ от тринога фокмачта – поместените на нея прибори за управление на огъня са пренесени на кулоподобната надстройка) окончателно е утвърден на 25 август. Той има следните спецификации:
- Стандартна водоизместимост от 10 000 дълги тона, а при 2/3 запаси – 11 850 метрични тона;
- Конструкция на корпуса подобна на по-ранните 7500-тонни крайцери, но с по-голяма надстройка;
- Десет 200-мм оръдия в път кули (три на носа „пирамидално“, две на кърмата);
- Четири 120-мм зенитки в единични установки;
- Един катапулта, два хидросамолета;
- Максимална скорост от 35,5 възела при мощност на машините от 130 000 к.с.;
- Далечина на плаване от 8000 морски мили на 13,5-възлов ход[6].

Впоследствие, под давлението на занимаващата се с разработката на 610-мм торпеда отдел на секцията за въоръжения на МТД и МГЩ, към това време вече залагащите на нощните сражения с тяхното масово използване (което изглежда като единствено решение в условията на постановения за Япония от Вашингтонския договор лимит на линейните кораби в размер на 60% от американския), успяват да убедят отначало Фуджимото, а след това и Хирага да върнат торпедните апарати на крайцерите. Още повече, вече при строежа им през 1925 г. сдвоените апарати са заменени с тритръбните Тип 12. Предизвиканото от поставянето им на средната палуба намаляване на обема на жилищните помещения е компенсирано с удължаване на първия етаж на носовата надстройка.
Също МГЩ извоюва увеличение на броя на 120-мм оръдия от четири на шест. Допълнителната двойка оръдия поставят над задната част на първото ниво на носовата надстройка.

## Конструкция

### Корпус и компоновка
Компоновката на корабите, като цяло, прилича на тази използвана при по-ранните крайцери от типовете „Фурутака“ и „Аоба“. Те също така се отличават с по-голямо съотношение между дължината на корпуса към неговата ширина (11,4 по проект), необходимо за достигането на висока скорост на хода.
Форщевенът на „Миоко“ има характерната извита нагоре (S-образна) форма, за първи път използвана при „Юбари“ – заедно с неговата голяма височина (9,14 м) и издигащата се към носа вълнообразна горна палуба това дава на сравнително нискобордния (5,94 м) крайцер добра мореходност. Зад трите оръдейни кули в носовата част започва кулоподобната надстройка, осемте нива на която (най-високия етаж се извисява на 27 м над нивото на водата) включват в себе си следните помещения и оборудване:
- На първия, от нивото на зенитната палуба, етаж се намират централния пост за управление на огъня, различни складове, каналите на димоходите и вентилационните устия от първото котелно отделение;
- На второто ниво са първата радиорубка, радиотелефонният пост, акумулаторният отсек и различни складове, в неговата задна част също минават канали на димоходите;
- Третото ниво включва в себе си рулевата рубка, кабинета на щурмана и помещението за съхраняване на навигационните прибори. По неговия борд се намират двата ниски наблюдателни поста с бинокуляри, отзад – сигналната платформа с 40-см навигационен и 110-см боен прожектори;
- На четвъртия етаж са стаите за отдих на капитана и офицерите, картохранилището и постът на радиопеленгатора, в закрити кулички отстрани – далекомерите Тип 14 с 1,5-м и 3,5-м база;
- На петото ниво се намират компасния мостик (изначално прикрит с тента от платно, а от 1929 г. пълноценно покрит), трите горни наблюдателни поста с бинокуляри, оперативната и щурманската рубки, а също и втората радиорубка;
- Шестото ниво представлява пост с визьор за следене на целта Тип 13;
- На седмото ниво се намира командния пост с три бинокуляра;
- Осмото ниво представлява поста на главния визьор за централизирано насочване Тип 14 и завършва с права фокмачта[9].

В централната част на корпуса са двата комина (носовият – сдвоен), въздухозаборниците за вентилаторите за машинните и котелните отделения, ремонтните работилници, 120-мм зенитни оръдия и техният команден пост. Зад тях са триногата гротмачта с товароподемна стрела и хангар за хидросамолетите, на покрива на който са поставени резервните постове с визьор за централизирано насочване и радиорубка. Още по-назад към кърмата са катапултът и две оръдейни кули, а на самия ахтерхщевен под палубата – димогенераторът за поставяне на димна завеса. Спасителните средства са представени от шестметрови и осемметрови сампани, два деветметрови и четири единадесетметрови моторни катера. При използването на крайцерите като флагмански кораби на флота допълнително има петнадесетметров адмиралтейски катер.
Съставящите пояса и средната палуба плочи корабна броня също, както и на крайцерите от типа „Фурутака“ и „Аоба“, влизат в силовия набор на корпуса, увеличавайки неговата надлъжна здравина и икономисвайки тегло за сметка на липсата под тях на стоманена обшивка.
Разпределението на теглото на елементите изглежда по следния начин:
|                              | Маса, т  | В проценти |
| ---------------------------- | -------- | ---------- |
| Корпус                       | 4040,8   | 29,8%      |
| Бронева защита               | 2024,5   | 14,9%      |
| Оборудване и снаряжение      | 882,0    | 7,0%       |
| Въоръжение                   | 1625,1   | 12,0%      |
| Силова установка             | 2730,2   | 20,1%      |
| Гориво и смазочни масла      | 1884,0   | 13,9%      |
| Запаси прясна вода           | 116,9    | 0,8 %      |
| Друго                        | 248,1    | 1,9%       |
| Водоизместимост с 2/3 запаси | 13 551,4 | 100%       |

Водоизместимостта на изпитанията с 12% надвишава проектната величина от 11 850 тона, и така е продължена започнатата още при „Юбари“ практика за голямо претоварване на корабите – по-рано за нормално се счита превишаване до 2%. При това едва една трета част от нея е следствие на измененията на проекта по искане на МГЩ. Освен това, са съществено надвишени и ограниченията на Вашингтонския договор, което дава на редица западни автори правото да говорят за предумишления характер на строителното претоварване. Макар на първо място това да удря по самите японци, снижавайки височината на надводния борд (и бронепояса), скоростта и далечината на плаване, надлъжната здравина и запаса плаваемост.
Метацентричната височина на изпитанията на крайцера „Начи“ за стабилност от 24 април 1929 г. съставлява 1,315 м при пълно натоварване (14 194 т), 1,128 м при натоварване 2/3 от пълното (13 281 т) и 0,469 м в олекотен вид (10 590 т).

### Въоръжение
Главният калибър на крайцерите включва десет 203 mm оръдия в пет двуоръдейни кули. Дадената артсистема се разработва в Морския арсенал Куре под ръководството на инженера Тийокичи Хата в периода 1916 – 1921 г., на въоръжение във ВМФ на Япония е приета през 1924 г. 200 mm оръдие Тип 3 има дължина на ствола 50 калибра и проектна скорострелност от 5 изстрела в минута. То има обмотан ствол и бутален затвор, масата му съставлява 17,9 тона.
Три кули са „пирамидални“ в носа и две линейно-терасовидно – на кърмата. Използваната установка „тип D“ е разработена през 1925 г., неин модифициран вариант („тип C“) също е поставян на крайцерите от типа „Аоба“. При маса 159 тона и диаметър на основата 5,03 м тя има кръгово брониране от плочи NVNC с дебелина 25 мм. Отгоре на него се крепят тънки стоманени листове, играещи ролята на слънцезащитни екрани. Макар МГЩ да иска противоснарядна защита и за кулите, бързо става ясно, че само от теглото на плочите с необходимата дебелина (150 мм чело, 100 мм бордове, 50 мм гръб) тяхната маса ще надхвърли 200 тона и се отказват от тази идея. Въртенето на всяка установки става чрез червячна предавка с хидравлична трансмисия, работеща от двойката електродвигатели с мощност 50 к.с. и помпа (работна течност рапично олио, налягане в системата – 35,0 кгс/см²). Втора такава двойка от 75-силен двигател и две помпи привежда в действие хидравликата, отговаряща за работата на досилателите и подемниците, а също за подема и спускането на оръдията (до 6° в секунда). Тази система е много шумна, освен това, поради липсата на охлаждане температурата на маслото в тропиците достига до 40° по Целзий.
Боеприпасите (110-кг снаряди и 32,63-кг заряди в картузи) се подават ръчно от погребите до претоваръчното отделение, а оттам – чрез бутащи подемници в централните канали на кулите се качват до оръдията. Към момента на влизането им в строя се използват четири типа снаряди – бронебойни с балистично калпаче от Тип 5 и Тип 6, с „общо предназначение“ фугасен №4 и учебен. Максималната далечина на стрелбата при ъгъл на възвишение 40° достига 26,7 км.
Системата за управление на огъня на главния калибър включва два визьора за централна наводка (ВЦН) Тип 14 – на върха на носовата надстройка (главен) и над кърмовата надстройка (резервен), визьор за следене на целта Тип 13, три 6-метрови (на покривите на кули на ГК №1, 2 и 4), два 3,5-метрови и два 1,5-метрови (на мостика) далекомера Тип 14 и пет 110-см бойни прожектора.
За борба със самолетите в централната част на корпуса има поставени шест 120-мм оръдия тип 10 в единични установки тип B2 („Начи“ при влизането му в строй получава по-простите тип B с ръчно насочване и без бронещитове). Те представляват зенитен вариант на по-ранното оръдие тип 3, разработено под ръководството на Тийокичи Хата в Куре през 1921 – 1926 г. С максимален ъгъл на възвишение от 75° тяхната досегаемост по височина достига 8450 метра. За управление на огъня им се използват същите визьори Тип 14, които и за оръдията на ГК, а също и два допълнителни 4,5-метрови далекомера Тип 89 странично на задния комин. Допълнително на площадка между комините има две 7,7-мм картечници тип „Рю“.
Торпедното въоръжение се състои от четири строени 610-мм торпедни апарата Тип 12, разположени на средната палуба. Изстрелваните от тях парогазови торпеда Тип 8 №2 при стартова маса от 2,362 тона носят 346 kg тринитрофенол и могат да изминат 20 000 m на 27 възела, 15 000 на 32 и 10 000 на 38. Щатния им боекомплект в мирно време съставлява 24 единици, във военно – 36.
Крайцерите също нося работещ на сгъстен въздух катапулт тип №1 Модел 1, разположен на кърмата, пред четвъртата кула на ГК. От него се пускат разузнавателните хидросамолети Тип 15. В разположен в кърмовата надстройка хангар по проект се поместват два, фактически на крайцерите в първите три години на службата им се базира само един.

### Бронева защита
Главният брониран пояс от плочи стомана NVNC при дължина 82,60 м, ширина 3,50 м и дебелина 102 мм защитава котелните и машинните отделения. В краищата той продължава като тесни пояси с ширина 2 м, дължина 24,30 м (при носа) и 16,45 м (при кърмата) при същата дебелина, предназначени за защита на погребите за боезапаса. По проект те трябва да издържат на попадания от 152-мм снаряди под прав ъгъл и на 203-мм – под остър.
Бордовите броневи плочи се крепят непосредствено към шпангоутите с наклон от 12° и са част от силовия набор на корпуса. При проектна водоизместимост c 2/3 запаси те трябва да излизат от водата на 3,04 м, фактически поради претоварването тази величина е снижена до 1,80 м в случая на широкия пояс и 0,3 м – в случая на тесния.
Към горния край на пояса се стикова средната палуба, съставена на този участък от плочи NVNC с дебелина 35 мм (към бордовете – 32 мм) и играеща ролята на хоризонтална защита на силовата установка. Над погребите от 35-мм плочи е изградена долната палуба. Тази броня също влиза в силовия набор на корпуса, крепейки се непосредствено към бимсовете. Най-накрая, централната част на горната палуба е усилена с два слоя плочи от стомана HT: с дебелина 12,7 – 25,4 мм и 16 мм.
Четирите напречни прегради от плочи NVNC с дебелина от 38 до 89 мм се крепят към пояса и играят ролята на траверси, защитаващи погребите за боезапаса. Каналът на втория комин е прикрит от 70-мм (вътрешната страна и предната част), 76-мм (задната част) и 89-мм (външната страна) такава броня на 1,83 м от нивото на средната палуба, първите два димохода нямат брониране. Стените и покривът на рулевото отделение се защитават от 25-мм и 50-мм плочи. Що се касае до надстройката, то тя изходно не е бронирана, както и при 7500-тонните крайцери.
Защитата на подводната част на корпуса е представена от двойно дъно и були. Последните, при дължина от 93 и най-голяма дълбочина 2,5 м, закриват централната част на корпуса и във военно време трябва да са запълнени с кухи стоманени тръбички с обща маса до 200 тона. От корпуса булите се отделят от противоторпедна преграда от стомана HT с дебелина 58 (29+29) мм. Съгласно разчетите, основани на обстрелите на корпуса на недостроения линкор „Тоса“, от 8 юни 1924 г., тази защита е способна да издържи на попадение на 533-мм торпедо с 200 кг взривно вещество.

### Силова установка
На крайцерите има 4 турбозъбчати агрегата с мощност по 32 500 к.с. (23,9 МВт), задвижващи 4 трилопастни гребни винта. Сумарната им мощност от 130 хиляди конски сили по проект трябва да осигурява максимална скорост на ход от 35,5 възела при водоизместимост 12 350 д.т. Тази паротурбинна установка е разработена от секцията за корабни механизми на МТД (Кансей Хомбу, съкратено—Кампон) и се явява модификация на по-ранна, предназначена за линейните крайцери от типа „Амаги“.
 Всеки агрегат включва в себе си четири активни еднопоточни турбини: две с ниско налягане (по 8125 к.с. при 2000 о/мин) и две с високо (8125 к.с. при 3000 о/мин). През 40-тонен редуктор с хеликоидна предавка (едно централно зъбно колело и четири водещи от турбините, с предавателни числа от 6,24 до 9,43) те въртят вала на 3,85-метровия гребен винт с максимална честота на оборотите едва от 320 о/мин. Отказват се от използваната преди комбинирана схема с активни ТВН и реактивни ТНН заради прекалено високото осево натоварване в последните и ненадеждността снижаваща се от нейния двупоточен режим. Освен това, лопатките на турбините започват да се произвеждат от неръждаема стомана, а не фосфорен бронз, както по-рано.
За движение с кърмата напред са предвидени отделни турбини за заден ход. Те се захранват с пара от турбините ниско налягане и имат мощност по 4500 к.с. всяка (36 000 к.с. сумарно), въртящи винтовете в обратна посока.
За икономичния ход има две крайцерски турбини, съединени чрез отделни редуктори с турбините високо налягане на предните ТЗА. При сумарна мощност от 6800 к.с. те дават 14-възлова скорост на хода. При тяхната работа задните ТЗА се отсъединяват от гребните валове, и последните, за да се избегне ръст на съпротивлението, се въртят от електродвигатели. Това подобрява икономичността, но при това нараства времето за преход от крайцерски ход към пълен. При ръст на скоростта до 18 – 22 възела парата вместо в ТКХ последователно постъпва само на вътрешните ТВН и ТНН на предните ТЗА, в диапазона 22 – 28 възела – на всички ТВН и ТНН на предните ТЗА, а започвайки от 28 възела – на ТВН и ТНН на всичките четири агрегата. С максималния проектен запас от гориво (2470 тона мазут) далечината на плаване трябва да достигне 8000 морски мили, но поради голямото претоварване в първите години на службата фактическата съставлява само 7000.
Отработената пара се събира в осем еднопоточни кондензатори тип „Унифлукс“ (четири до ТНН и четири под тях), с охлаждаема площ по 762 м². Всяко машинно отделение има два нагнетателни и два смукателни електрически вентилатора тип „Сироко“, маслоохладител и трите маслени помпи на системата за принудително смазване.
Па́рата за турбозъбчатите агрегати се произвежда от дванадесет трибарабанни водотръбни котли, с нефтено отопление, тип „Кампон Ро Го“, разполагащи се в девет котелни отделения. В първите три има по два големи котела, в останалите шест – по един малък. Работното налягане на парата е 20,0 кгс/см² (температурата на наситената пара при такова налягане – 213°C). За отвеждането на продуктите от горенето се използват два комина: предния сдвоен (от 1 – 5 котелни отделения) и задния единичен (от 6 – 9 отделения).
За захранване на корабната електромрежа (с напрежение – 225 В) се използват три бензинови електрогенератора по 200 КВт и един дизелов за 135 КВт, с обща мощност 735 КВт, разположени на трюмната палуба, далеч от машинното отделение.
Масата на силовата установка съставлява 2730 д.т..
| Резултати от ходовите изпитания на крайцерите | Резултати от ходовите изпитания на крайцерите | Резултати от ходовите изпитания на крайцерите | Резултати от ходовите изпитания на крайцерите | Резултати от ходовите изпитания на крайцерите | Резултати от ходовите изпитания на крайцерите |
|                                               | Дата                                          | Място на провеждане                           | Водоизместимост, тона                         | Мощност на силовата установка, к.с.           | Скорост, възела                               |
| --------------------------------------------- | --------------------------------------------- | --------------------------------------------- | --------------------------------------------- | --------------------------------------------- | --------------------------------------------- |
| „Начи“                                        | 22 октомври 1928 г.                           | Район при остров Угуруджима                   | 12 200                                        | 131 481                                       | 35,531                                        |
| „Миоко“                                       | 15 април 1929 г.                              | Район около Татеяма                           | 11 923                                        | 131 763                                       | 35,225                                        |
| „Хагуро“                                      | 21 декември 1928 г.                           | Район при остров Косикиджима                  | 12 137                                        | 132 568                                       | 35,789                                        |
| „Ашигара“                                     | 11 април 1929 г.                              | Пролива Кий                                   | 12 295                                        | 132 533                                       | 35,134                                        |

На ходовите изпитания контрактната скорост достигат само два от четирите крайцера, като те се проведжат с водоизместимост, близка до проектната с 2/3 запаси (12 350 д.т.), а не фактическата, достигаща поради претоварването 13 300 тона. Най-бърз от четирите единици става „Хагуро“, който развива скорост от 35,79 възела при 100% мощност на машините и 36,19 при тяхното форсиране. 4 дни преди това, на 17 декември, на плитководната (60 м) мерна миля при Мие той показва неудовлетворителния резултат от 34,6 възела, което се обяснява с ефекта на насрещната вълна. След смяна, по настояване на строителя, на района на изпитанията с имащ по-голяма дълбочина (180 м) достигната скорост се повишава с повече от един възел и чувствително надхвърля контрактната.
На ход 14 възела силовата установка на „Начи“ потребява 0,623 кг/к.с. гориво в час, „Хагуро“ 0,641 кг/к.с. в час.

### Екипаж и условия за обитаемост
По първоначален проект екипажът на крайцерите трябва да се състои от 704 души: 47 офицера и 657 подофицера и матроса. В процеса на строеж поради увеличаването на броя торпедни тръби и зенитни оръдия числеността на нисшите чинове нараства до 717, а на целия екипаж до 764.
Кубриците за редовия състав се намират на долната и средната палуби в носа и кърмата, а също и на първия етаж на кулоподобната настройка. Офицерските каюти са съсредоточени в носовата част по краищата на долната и средната палуби, там се намира и каюткомпанията. Независимо от разпределението на жилищните помещения на две палуби против три на крайцерите от типа „Фурутака“/„Аоба“, намаляване на площта на човек няма (1,54 квадратни метра против 1,5 – 1,6), но те все така се смятат за тесни и не много подходящи за плаване в тропически води.
На корабите има складове за ориз и пшеница (в носовата част) и хладилна камера (с обем 67 кубометра, на кърмата). На средната палуба са лазаретите с карантини стаи, а също отделните (за офицери и матроси) камбузи и бани.
„Начи“ и „Хагуро“ са строени с оглед използването им във военно време като флагмани на дивизиите крайцери и по тази причина имат помещения за офицерите на техните щабове. „Миоко“ и „Ашигара“ се планират като флагмани на флотовете, и допълнително към това имат големи бойни рубки и допълнителни средства за свръзка.
Освен това, строения от „Мицубиши“ „Хагуро“ получава редица новости, по-рано използвани при построените за компанията „Нипон Юсен Кайса“ пътнически лайнери „Тацута-Мару“ и „Асама-Мару“ и правещи неговите условия за обитаемост малко по-добри, отколкото на еднотипните крайцери. Апартаментите на капитана, офицерските каюти и каюткампанията на него са боядисани в липовозелено, палубата в тях е покрита със зелен линолеум. Металните шкафчета и масите са боядисани като тъмно дърво, на последните също са добавени дървени огнеупорни плотове. Освен това е подобрена вентилацията на камбузите благодарение на поставянето на електрически вентилатори. В резултат наблюдаващият маневрите на флота император Хирохито на 22 – 24 октомври 1930 г. се намира на борда на „Хагуро“, а не флагмана на 4-та дивизия крайцера „Ашигара“, номинално повече предназначен за това.

## Строителство
Поръчките за първите два крайцера на стойност по 21,9 млн. йени са дадени на държавните корабостроителници в Йокосука и Куре през пролетта на 1923 г. Залагането им се предпола да се осъществи в течение на няколко месеца, но катастрофалното земетресение от 1 септември и последващото съкращаване на разходите за строеж на нови военни кораби нарушават тези планове. На 10 декември на крайцер №5 е присвоено названието „Миоко“ в чест на вулкана с височина 2454 м в префектура Ниигата, а на крайцер №6 – „Начи“ в чест на планината в югоизтока на префектура Вакаяма. И двете имена флотът на Япония използва за първи път, макар по-рано и да влизат в числото кандидати за именуване на 8000-тонните кораби по програмата „8 – 8“.
Залагането на главния „Миоко“ се състои на стапела на Арсенала на флота в Йокосука на 25 октомври 1924 г. Обаче, поради нанесените по-рано от земетресението разрушения на корабостроителницата и приоритетността за нея в преоборудването на недостроения линкор „Кага“ в самолетоносач, неговият строеж върви бавно. Обратно, заложеният месец по-късно в Куре „Начи“ се строи бързо, и неговото спускане на вода вече е набелязано за 15 октомври 1926 г. – първо за серията. Поради падането, на 24 декември 1925 г. на два претоварени портални крана носовата част на корпуса на крайцера е сериозно повредена, което отлага слизането му от стапела с 8 месеца.
Тържествения спуск на вода на „Миоко“ се състои в Йокосука на 16 април 1927 г., наблюдаван лично от император Хирохито и още 150 000 души. „Начи“ е спуснат на 15 юни в присътствието на принц Моримаши Нашимото и 35 000 зрителя. Поради, както и преди, бързите темпове на строеж за този кораб е взето политическото решение максимално бързо да влезе в строй, за да е готов за насрочения за 4 декември 1928 г. морски преглед за коронацията на Хирохито. След участието в него на „Начи“, без да има към този момент по-голямата част от приборите за управление на огъня, щитове на 120-мм оръдия и катапулт, той е върнат в корабостроителницата, където се намира до април 1929 г. След него е предаен и „Миоко“, на 31 юли.
Поръчката за втората двойка кораби е дадена на частните корабостроителници на „Мицубиши“ (Нагазаки) и „Кавазаки“ (Кобе) в края на 1924 г. На 16 февруари 1925 на крайцер №7 е присвоено названието „Ашигара“ в чест на един от върховете на вулкана Хаконе в западната част на префектура Канагава, а на крайцер №8 – „Хагуро“ в чест на една от трите свещени планини Дева в префектура Ямагата. „Хагуро“ е заложен през март в Нагазаки, а „Ашигара“ – през април в Кобе. На вода те са спуснати в пролетта на 1928, а са дадени на флота през април и август 1929 г.
Макар „Миоко“ да влиза в строй едва трети от четирите кораба, типът официално се именува именно на него като първи заложен, и след изменението на този ред в периода 1929/1930 г. типът не се преименува.
| Име              | Място на построяване                       | Заложен          | Спуснат на вода | Въведен в експлоатация | Съдба                                                                           |
| ---------------- | ------------------------------------------ | ---------------- | --------------- | ---------------------- | ------------------------------------------------------------------------------- |
| „Миоко“ (妙高)   | Арсенал на флота, Йокосука                 | 25 октомври 1924 | 16 април 1927   | 31 юли 1929            | Потопен на 8 юли 1946 г. в Малакския пролив                                     |
| „Начи“ (那智)    | Арсенал на флота, Куре                     | 26 ноември 1924  | 15 юни 1927     | 26 ноември 1928        | Потопен от американската палубна авиация в Манилския залив на 5 ноември 1944 г. |
| „Ашигара“ (足柄) | Корабостроителница на „Кавазаки“, Кобе     | 11 април 1925    | 22 април 1928   | 20 август 1929         | Потопен от британската подводница „Тренчант“ в пролива Банк на 8 юни 1945 г.    |
| „Хагуро“ (羽黒)  | Корабостроителница на „Мицубиши“, Нагазаки | 16 март 1925     | 24 март 1928    | 25 април 1929          | Потопен от британски разрушители в Малакския пролив на 16 май 1945 г.           |

## История на службата
След влизането им в строй всички четири кораба са включени в състава на 4-та дивизия крайцери. През май – юни 1930 г. те извършват плаване в тропически води, а на 26 октомври участват в морския преглед в Кобе.
В периода 1931 – 1932 г. „Миоко“ и „Начи“ преминават първата си модернизация, а през август 1932 г. участват в стрелби с новите бронебойни снаряди тип 91 по кораба-цел „Хайкан №4“ (бившият минен заградител „Асо“, до 1905 г. – руския броненосен крайцер „Баян“), потопен след това с торпеда от подводници.
През август 1933 г. всичките четири кораба са на поредното им плаване на юг, а от декември до януари 1934 г. модернизация преминават „Ашигара“ и „Хагуро“.
От ноември 1934 до юни 1935 г. крайцерите са в провеждане на първата им модернизация. Лятото и в началото на есента те участват в учения, в хода на които има два крупни инцидента:
- Взрив във втората кула на ГК на крайцера „Ашигара“ поради възпламеняване на зарядите, на 14 септември 1935 г., в резултат на който загиват или са ранени 41 члена на екипажа. Детонацията на погребите е избегната[40];
- Инцидента с Четвърти флот, в хода на който на 26 септември 1935 г. всички четири крайцера преминават през центъра на тайфун. На „Миоко“ е повредена надстройката, а някои връзки са отслабени и дават теч зараги загубени нитове[41].

В периода март – юли 1937 г. „Ашигара“ има плаване в Европа, на 20 май участва в прегледа в Спитхед по случай коронацията на британския крал Джордж VI, а на 31-ви в парада на Кригсмарине в Кил. Останалите три единици от 27 март до 6 април плават в района на Циндао.
След началото на Втората японо-китайска война четирите крайцера участват в прехвърлянето в Шанхай на 3-та пехотна дивизия на ЯИА. През септември и ноември „Начи“ и „Хагуро“ правят още няколко похода към крайбрежието на Северен Китай и след това са изведени в резерва. „Ашигара“ и „Миоко“ в периода 1937 – 1939 активно се използват за патрулиране на китайските води, базирайки се Рюджюн и портовете на Тайван съответно.
В периода 1939 – 1940 г. „Начи“, „Хагуро“ и „Ашигара“, а през 1940 – 1941 и „Миоко“ преминават втората си голяма модернизация.
„Ашигара“ след края на работите действа в китайски води и посещава Сайгон по време на френско-тайския конфликт, през януари 1941 г. През юли той участва в превземането на Южен Индокитай. „Начи“ и „Хагуро“ в периода февруари – март на същата година плават по крайбрежието на Южен Китай, а през април – към островите Палау.
Към момента на влизането на Япония във Втората световна война, през декември 1941 г., „Миоко“, „Начи“, и „Хагуро“ съставляват 5-та дивизия крайцери, а „Ашигара“ се явява флагман на 16-та дивизия. Всички те влизат в състава на силите, предназначени за превземане на Филипините: първото съединение се насочва към южната им част, а второто – към северната. В хода на тази операция, на 4 януари 1942 г., в стоящия в залива Малалага „Миоко“ попада 600-фунтова (271,8 кг) авиобомба на американски бомбардировач B-17D, която пробива горната палуба и детонира на средната в района на офицерските каюти. Убити са 35 души и 29 са ранени, крайцерът отплава за ремонт в Сасебо, където престоява до средата на февруари.
След изпълненяване на задачите им на Филипините всички четири кораба (в т.ч. и върналия се „Миоко“) към двадесетите числа на февруари преминават към Нидерландска Индия. На 27 февруари „Начи“ (флагман на адмирал Такео Такаги) и „Хагуро“ съвместно с 2-ра и 4-та ЕЕМ (леките крайцери „Нака“ и „Джинцу“, 14 разрушителя) участват в сражението в Яванско море с флота на ABDA (2 тежки и 3 леки крайцера, 9 разрушителя). На първия етап от боя, първоначално представляващ артилерийски дуел на много големи дистанции („Начи“ открива огън в 16:16 от далечина 25,6 км) и продължил около час, двата крайцера дават 1271 изстрела с главния калибър и постигат пет попадения: две в „Де Ройтер“ (HNLMS De Ruyter), две в „Ексетър“ (HMS Exeter (68)) и едно в „Хюстън“ (USS Houston (CA-30)). Сериозни последствия има само едно от тях – в 17:08 203-мм снаряд на „Хагуро“ детонира в котелното отделение на „Ексетър“, снижавайки неговата скорост до 11 възела и принуждавайки го да излезе от боя поради липса на захранване за оръдейните кули. Освен това, в 16:52 „Хагуро“ пуска 8 торпеда от апаратите по левия борд, едно от които, предположително, изминава 20 км под водата и в 17:13 разчупва на две части разрушителя „Кортенар“. В хода на последващата атака на разрушителите на съюзниците двата кораба изстрелват още 302 203-мм снаряда (вероятно, без нито едно попадени) и обръщат на север, прекъсвайки огневия контакт. Накрая, в хода на нощната фаза на сражението, около полунощ, те отново се срещат с крайцерите на ABDA. В хода на скоротечния бой те изстрелват 46 203-мм снаряда, също и 16 торпеда от апаратите по десните бордове. В 23:46 едно от осемте пуснати от „Начи“ четиринадесет минути по-рано торпеда поразява „Ява“ (HNLMS Java) в района на кърмовите погреби, предизвиквайки тяхната детонация и откъсване на кърмата на дължина около 30 метра, крайцерът след това издържа на вода 15 минути. В 23:40 торпедо на „Хагуро“ уцелва „Де Ройтер“, който веднага губи ход и потъва след пожар три часа по-късно.
На 1 март „Ашигара“ и „Миоко“ (по-късно към тях се присъединяват „Начи“ и „Хагуро“) участват във второто сражение в Яванско море с остатъците от флота на ABDA („Ексетър“ и два разрушителя). В първия час на боя японците нямат успехи поради голямата дистанция на стрелбата (16 – 23 км) и ефективността на поставените от съюзниците димни завеси. В 11:20 203-мм снаряд детонира в котелното отделение на „Ексетър“, изваждайки от строй 4 от 5 работещи котела и прекъсвайки главния паропровод, кораба без захранване и изоставен от екипажа в 11:45 е довършен с две торпеда на „Иназума“. В 11:35 от преки попадания на „Миоко“ или „Ашигара“ е извадена от строя силовата установка на разрушителя „Енкаунтер“ (HMS Encounter (H10)), който е потопен от екипажа в 12:05, за да не попадне в плен. Сумарно за боя четирите крайцера на 5-та дивизия изстрелват 1459 203-мм снаряда и 24 кислородни торпеда тип 93. В периода 5 – 26 март „Ашигара“ участва в операцията по превземането на остров Рождество.
„Миоко“ и „Хагуро“ влизат в състава на ескорта на самолетоносачите „Шокаку“ и „Зуйкаку“ в хода на сраженията в Коралово море от 6 – 7 май. Те също трябва да поддържат и десанта на Мидуей през юни, но след загубеното сражение и отмяната на операцията се връщат в базата.
Вече флагман на Пети флот „Начи“ участва в превземането на Ату и в периода юни – юли се намира в алеутски води.
В Гуадалканалската кампания крайцерите от този тип имат ограничено участие: „Ашигара“ през първата половина на октомври превозва 2-ра пехотна дивизия на ЯИА от Ява на Шортланд, „Миоко“ в нощта на 16 октомври обстрелва летището Хендерсън Фийлд, изстрелвайки по него 462 203-мм снаряда. Пак „Миоко“ и „Хагуро“ прикриват евакуацията на войските от Гуадалканал в началото на февруари 1943 г.
„Начи“ през есента и зимата на 1942-ра действа в северни води, а на 27 март 1943 г., бидейки флагман на Северното съединение на адмирал Хосогая, участва в сражението при Командорските острови. Изстрелвайки 707 203-мм боеприпаса, той нанася повреди на американския крайцер „Солт Лейк Сити“ (USS Salt Lake City (CA-25)) и разрушителя „Бейли“. В хода на боя той получава пет 127-мм снаряда, в резултат на което е извадена от строя първата кула на ГК, убити са 14 и са ранени 27 члена на екипажа. Крайцерът е на ремонт в Йокосука до 11 май.
На 6 септември 1943 г. в „Начи“ на прехода му от Оминато за Парамушир попада торпедо от американската подводница „Халибат“. Поради това, че то не се взривява, крайцерът без проблеми достига до крайната точка.
През октомври 1943 г. „Миоко“ и „Хагуро“ отново са в района на Соломоновите острови. При прехода към Бугенвил в „Хагуро“, вечерта на 1 ноември, попада 500-фунтова авиобомба от бомбардировач B-24, което сваля скоростта му до 26 възела. В последващото сражение в заливе Императрица Августа в резултат на около десетина попадения от снаряди калибри 127 и 152 мм на него са извадени из строя една 127-мм установка и един катапулт, загива 1 член на екипажа и 5 са ранени. „Миоко“ тогава се сблъсква с разрушителя „Хацуказе“, отрязвайки носа му и получавайки при това повреди по надстройката (в т.ч. и на две торпедни тръби). След завръщането им в Рабаул „Хагуро“, на 2 ноември, е безуспешно атакуван от американски самолети, и на 4-ти заедно с „Миоко“ отплава за Трук.
„Миоко“ и „Хагуро“ участват в сражението при Марианските острови, на 20 юни 1944 г., но не получават никакви повреди.
Всички четири крайцера участват в сражението в заливе Лейте през октомври 1944 г. Влизащия в Първо съединение на адмирал Такео Курита „Миоко“, на 24 октомври в морето Сибуян, е поразен в десния борд от хвърлено от „Авенджър“ торпедо Mk 13 с 272 кг торпекс. В резултат на наводняването на четвърто машинно отделение и генераторния отсек скоростта се снижава до 15 възела, и крайцерът е изпратен за ремонт в Бруней. На „Хагуро“, на следващия ден при остров Самар, от пряко попадение на 100-фунтова (45,3 кг) бомба е разрушена втората кула на ГК, загиват 30 души. Влизащите във Второ съединение „Начи“ (флагман на адмирал Кийохиде Шима) и „Ашигара“, на сутринта, в пролива Суригао в хода на скоротечен бой с корабите на Олдендорф пускат по 8 торпеда, без да имат попадения, и се връщат след това в Манила. Тогава „Начи“ таранира повредения „Могами“, получавайки 15-метрова пробойна по левия борд в носа и ограничение по максималната скорост от 20 възела, също така е разрушена 127-мм установка №2.
На 5 ноември 1944 г. при излизането от Манилския залив „Ашигара“ и „Начи“ са атакувани от палубните самолети на самолетоносачите „Лексингтън“ (USS Lexington (CV-16)) и „Тикондерога“ (USS Ticonderoga (CV-14)) на американското Оперативно съединение 38.3. Флагманът за 7,5 часа четири пъти е подложен на нападения, получавайки сумарно не по-малко от 6 торпеда, които разчупват неговия корпус на три части, при това загиват 807 души. „Ашигара“ успява да се откъсне и да се оттегли в Бруней.
В нощта на 13 декември 1944 г. „Миоко“ в района на Камран е атакуван от американската подводница „Бергал“, намираща се в района, за да поставя мини. Едно то шестте изстреляни торпеда Mk 14 попада в левия борд на крайцера, в резултат на което той губи ход и на него започва силен пожар, който успяват да потушат едва на втория ден. 15 – 16 декември пристигналия от Камран кораб „Татебе-Мару“ успява да отбуксира „Миоко“ на 5-възлов ход в района на Сайгон, където е получена заповед да се насочи за Сингапур, насреща на изпратени на помощ кораби. В утрото на 17-и, в щорм, повредената от взрива на торпедото кърма на крайцера се откъсва по 325 шпангоут, което намалява скоростта на буксировката до 2,5 възела. На 18-и те са срещнати от изпратените по-рано разрушители „Касуми“ и „Хацушимо“, а на 19-ти от ескортния кораб „Тибури“, но поради лошото време тяхната роля се ограничава до ескорт. Най-накрая, сутринта на 23 декември „Миоко“ е взет на буксир от спешно завършилия ремонт „Хагуро“, в Сингапур крайцерите пристигат два дена по-късно, на 25-и.
На 26 декември в плаващия за обстрел над американските позиции на Миндоро „Ашигара“ попада 500-фунтова (227-кг) авиобомба от B-25, в резултат на което са убити или ранени 10 души и възниква силен пожар. Поради риск от взрив на торпедата те се налага да бъдат изхвурлени зад борда, огънят е потушен. В нощта на 27-ми крайцерът изстрелва по района Сан Хосе 158 фугасни и 68 осветителни снаряда.
В нощта на 16 май 1945 г. плаващия с товар провизии за Андаманските острови „Хагуро“ е атакуван от британските разрушители „Сумарес“, „Верулам“, „Виджилент“, „Венус“ и „Вираго“. Крайцерът успява да уцели първия от тях, но след това в неговия ляв борд попадат три торпеда Mk IX с 340 кг взрив всяко, и в течение примерно на 40 минут потъва. Загиват около 880 от 1200 души екипаж.
На 8 юни 1945 г. насочващия се с войски от Батавия за Сингапур „Ашигара“ е поразен от четири (а след това с още едно) торпеда от британската подводница „Тренчант“, и независимо от предприетите мерки за контранаводняване на отсеците, се преобръща след 25 минути от атаката.
Стоящия в Сингапур небоеспособен „Миоко“, на 21 септември 1945 г. е превзет от англичаните и до пролетта на 1946 се използва от тях като плаваща база. На 2 юли 1946 г. той е изтеглен в морето и на 8-ми е потопен в Малакския пролив на дълбочина 150 метра.

## Модернизации
В края на 1930 г. на всички четири крайцера предния комин е удължен с 2 м за намаляване на обгазеността на мостика. Освен това, на двата комина са поставени дъждозащитни калпаци.
През 1931 г. на крайцерите е поставена СУАЗО Тип 89 в кулички от двете страни на предния комин, през следващата година тя е заменена с по-съвършения Тип 91.
От ноември 1931 до декември 1932 г. на „Миоко“ и „Начи“ са проведени следните работи:
- Оръдията на ГК се сменят с новите 203,2-мм/50 Тип 3 №2[11];
- Погребите и подемниците се преправят за новите (по-тежки) снаряди и заряди[11];
- Цялостно е подобрена системата за вентилация, особено на котелните отделения[11].

На „Хагуро“ и „Ашигара“ оръдията на ГК са заменени в периода декември 1933 до януари 1934 г. в Сасебо.
Решението за първата голяма модернизация на крайцерите е прието от МГЩ през 1931 г., основната част от работите е изпълнена и на четирите единици в периода от ноември 1934 до юни 1935 г., а отделни изменения се правят до юни (на „Ашигара“ до ноември) 1936 г.
- Демонтирани са всичките неподвижни торпедни апарати, зенитните оръдия и катапулта с хангара за хидросамолетите[80];
- Първото ниво на носовата надстройка е продължен до четвъртата кула на ГК, образувайки отделна палуба (зенитна)[80];
- В издадени по краищата ѝ спонсони са поставени осем 127-мм/40 зенитни оръдия Тип 89 в сдвоени установки тип A1. Двете СУАЗО Тип 91 са преместени напред, разположени отстрани на кулоподобната надстройка[81];
- Картечниците тип „Рю“ са преместени на мостика, отстрани на предния комин са поставени две четирицевни 13,2-мм Тип 93[82];
- Старите 110-см прожектори са заменени с новите и по-мощни Тип 92[82];
- На горната палуба в района на кърмовата надстройка са поставени два четирицевни торпедни апарата Тип 92 Модел 1 със система за бързо презареждане. Резервните торпеда (Тип 90, от 1938 Тип 93) се съхраняват в специални пенали, защитени от 25 мм стомана тип „D“[Коментари 7], общия боекомплект съставлява 16 броя[83];
- По бордовете в задната част на дългата надстройка поставят два барутни катапулта тип №2 Модел 3. На техните стрели и на палубата трябва да се намират четири двуместни разузнавателни хидросамолета Тип 95, но фактически до 1936 г. на корабите се базират един Тип 95 №2, по-късно – до три Тип 95 и Тип 94. За вдигането на последните поставят по-мощен двигател на товарната стрела на гротмачтата, а нейните опори са усилени. Освен това, на горната палуба са оборудвани работилници и складове за части за самолетите, на средната палуба (по десния борд, в района на бившите ТА) – каюти за пилотите и техниците[84];
- Свалени са ненадеждните електродвигатели, въртящи валовете на задните ТЗА при крейсерския ход, вместо тях са поставени индукционни турбини, захранвани с пара от крейсерските – както е на типа „Такао“[85];
- Съществено са увеличени булите, сега те се простират от третата до петата кула на ГК и са по-широки. Това компенсира ръстта на водоизместимостта и подобрява устойчивостта с цената на намаляването на максималната скорост до 34 възела[86];
- Пространството на средната палуба, по-рано заемана от торпедните апарати, е преустроено в жилищни помещения за нарасналия до 832 души екипаж. Подобрена е вентилацията на кубриците и камбузите, предвидена е и защита от отравящи газове във вид на капаци на шахтите и филтри при вентилаторите. На централните постове за свръзка и управление на огъня, а също и в радиорубките са добавени системи за климатичен контрол, а също за насищане на въздуха с кислород или за поглъщане на въглеродния двуокис[84];
- След инцидента с Четвърти флот корпусите на крайцерите са усилени, с нитоването на 25-мм плочи стомана тип „D“. Тогава е подобрена и системата за продухвкане със сгъстен въздух на стволовете след изстрел[82].

„Ашигара“, който прекарва повече време в корабостроителницата, получава допълнително нови прибори за управление на огъня: визьори за централна наводка Тип 94, визьор за следене на целта Тип 92 и изчислителен прибор (централен автомат на стрелбата) Тип 92.
Проектът за втората голяма модернизация на крайцерите от типа „Миоко“ е подготвен през юни 1938 г., но нейната реализация е задържана от построяването на корабите по новите корабостроителни програми и реконструкцията на другите тежки крайцери („Фурутака“, „Аоба“, „Кинугаса“, „Атаго“, „Такао“). Макар „Начи“ и „Хагуро“ да са извадени в резерва още на 1 декември 1937, поръчките за провеждането на работите по тях са дадени едва през януари 1939 г. През април те са дадени и за „Миоко“ с „Ашигара“. На първите два крайцера работите започват веднага, в „Мицубиши“, Нагазаки („Хагуро“) и арсенала на флота в Сасебо („Нати“), и са завършени към декември 1939 и март 1940 г. съответно. Модернизацията на „Ашигара“ е от юни 1939 до юни 1940 на арсенала на флота в Йокосука. Работите по „Миоко“ в държавната корабостроителница в Куре са силно задържани преминаващите там замяна на кулите на ГК „Могами“ и „Кумано“, заемайки в крайна сметка периода от март 1940 до април 1941. Тази модернизация води до следните изменения:
- Приборите за управление на огъня на трите крайцера са доведени до нивото на „Ашигара“, при това е преправяна куловидната надстройка. Освен това, поставяни са новите компаси Тип 93 и Тип 0, останалите три 110-см прожектора са сменени с новите Тип 92, а 6 м далекомер е пренесен от покрива на първата кула на върха на носовата надстройка (за главния ВЦН (визьор за централизирана наводка) Тип 94)[90];
- Кърмовите радиорубки вече са за приемане на съобщенията, а носовите – за тяхното изпращане. В надстройката кула са оборудвани централен пост за свръзка и шифровъчна стая[91];
- Картечниците тип „Рю“ и четирицевните Тип 93 са свалени. Вместо тях са поставени четири сдвоени 25-мм автомата Тип 96 отстрани на комините (с двойка визирни колонки Тип 95 между тях) и две сдвоени 13,2-мм картечници Тип 93 на мостика[92]
- Добавени са два предни четворни ТА Тип 92 модел 1, към тях и система за бързо презареждане. Общия боекомплект е 24 торпеда Тип 93[92]. Също са поставени автомат за торпедната стрелба (ТАС) Тип 93 на мостика и прибор за управление на торпедната стрелба Тип 92 на върха на новата тринога решетчата фокмачта (последното е само за „Миоко“, при останалите крайцери става в първата половина на 1941 г.)[93];
- Авиационните катапулти се заменят с новите тип №2 Модел 5, способни да пускат самолети с предполетно тегло до 4000 кг. Авиогруппата щатно трябва да се състои от един триместен разузнавач Тип 0 и два двуместни коректировчика Тип 0. Фактически до ноември 1941 г. крайцерите носят старите Тип 94 и Тип 95[93];

- Поставените при първата модернизация и оказали се ненадеждни индукционни турбини са свалени, тяхната роля сега играят захранвани с пара от крайцерските турбини високо налягане задни ТЗА. В котлите са сменени тръбичките и инжекторите, на шест от тях са постановени подгреватели. Над пето и шесто котелни отделения е поставен още един дизел-генератор за 490 кВт. На ходовите изпитания след модернизацията, на 31 март 1941 г., при остров Угуруджима „Миоко“ развива 33,88 възела при водоизместимост 14 984 тона и мощност на машините 132 830 к.с., което надхвърля очакваните след ръстта на водоизместимостта 33,3 възела[94];
- Поставени са нови були, част от пространството на които винаги е запълнено със стоманени тръби, а останалото се използва за съхранение на гориво или в системата за контранаводняване. Новата защита, съгласно разчетите, може да издържи на взрива на бойната глава на торпедо с 250 кг взривно вещество (в тротилов еквивалент) против 200 кг при старата[88]. Запасът мазут в резултат на това се снижава от 2472 до 2214 тона, и планираната далечина на плаване от 8500 морски мили на 14-възлов ход не е достигната, съставяйки на изпитанията само 7463 мили[94];
- Създаден е централизиран пост за управление на наводняването и пресушаването на отсеците, както е при крайцерите от типа „Тоне“[95];
- Подобрена е противохимичната защита чрез модернизация на вентилационната система и увеличаване на броя газонепроницаеми помещения[96];
- Щатния екипаж нараства до 891 души (62 офицера и 829 матроса). При използване като флагмани на дивизии („Начи“, „Хагуро“) той се увеличава до 920, а като флагмани на флоти („Миоко“, „Ашигара“) – до 970[96].

През април – май 1941 г. на „Начи“, „Хагуро“ и „Ашигара“ поставят пост за управление на торпедния огън на фокмачтата и размагнитваща намотка на корпуса. „Миоко“ получава това по-рано в хода на втората модернизация.
В периода март – април 1942 на всички четири крайцера при преминаването им на ремонт в Сасебо са заменени разстреляните стволове на оръдията на ГК, коректировчиците Тип 95 са сменени с Тип 0, също е подобрена работата на вентилацията. На кърмата са направени два жлеба за хвърляне на дълбочинни бомби, боекомплектът на последните е до 12 броя. „Начи“ по това време е оборудван като флагман на Пети флот. На „Хагуро“ при ремонта в октомври – ноември е заменена товарната стрела с нова, аналогична по конструкция на поставената на „Миоко“.
При първата военна модернизация от април до юли 1943 на всички крайцери са добавени още четири сдвоени 25-мм автомата (встрани на гротмачтата и на мостика, картечниците Тип 93 са свалени), довеждайки броя на стволовете до 16. На площадката на фокмачтата вместо гониометъра е поставен радиолокатор са откриване на въздушни цели №21 втора модификация, способен да засече единичен самолет на далечина 70 км, а група от 100 км.
На „Начи“ през август 1943 г., като експеримент, е поставен опитния универсален радар №21 3-та модификация, свален след това при ремонта му през декември.
Ноември – декември 1943 г. (на „Ашигара“ – през март 1944 г.) на крайцерите в хода на втората военна модернизация са добавени 8 единични 25-мм автомата (броя стволове вече достига 24) и радиолокатор за откриване на надводни цели №22 4-та модификация. Той съгласно заявените характеристики може да засече разрушител на 17 км, крайцер на 20 км, линкор – на 35 км. На „Ашигара“ през март 1944 г. се изпробва опитния универсален радар №21 4-та модификация. Също за подобряване на херметичността на корпуса всички илюминатори на долната палуба и на част от средната се затварят чрез заваряване върху тях на кръгли стоманени капаци.
В първата половина на 1944 г. на корабите започват да поставят датчици за радарно излъчване и комплекти инфрачервени прибори за наблюдение и свръзка Тип 2.
През лятото на 1944 г. на „Миоко“ и „Хагуро“, в хода на третата военна модернизация, са добавени още 16 единични и 4 строени 25-мм автомата, броя на техните стволове достига 52. На „Начи“ и „Ашигара“ през септември добавят 20 единични и 2 сдвоени, общия брой стволове става 48. Погребите за зенитните автомати са разширени: общия боекомплект от 25-мм снаряда достига 100 000 и повече, или 2200 на ствол. Тогава се поставя и допълнителния радар за откриване на въздушни цели №13: на „Начи“ на надстройката, на останалите кораби – на фокмачтата. Освен това, РЛС №22 4-та модификация се модернизира с поставянето на суперхетеродинен приемник и позволява след това да се управлява артилерийския огън, станалите ненужни визьори за следение на целта Тип 92 са свалени. Тогава от всичките крайцери е демонтирана задната двойка торпедни апарати, нямаща система за бързо презареждане.
В периода на престоя в Сингапур, като плаваща батарея, „Миоко“ получава деформиращ камуфлаж: на стандартната сива окраска се добавят тъмносиви петна с неправилна форма. Също преди капитулацията на Япония от него са демонтирани 127-мм оръдия и 25-мм автомати.
| Сравнителна таблица на ТТХ на носените от крайцерите оръдия | Сравнителна таблица на ТТХ на носените от крайцерите оръдия | Сравнителна таблица на ТТХ на носените от крайцерите оръдия    | Сравнителна таблица на ТТХ на носените от крайцерите оръдия                     | Сравнителна таблица на ТТХ на носените от крайцерите оръдия | Сравнителна таблица на ТТХ на носените от крайцерите оръдия |
| Оръдие                                                      | 20-см/50 Тип 3 №1                                           | 20-см/50 Тип 3 №2                                              | 12-см/45 Тип 10                                                                 | 12,7-см/40 Тип 89                                           | 25-мм Тип 96                                                |
| ----------------------------------------------------------- | ----------------------------------------------------------- | -------------------------------------------------------------- | ------------------------------------------------------------------------------- | ----------------------------------------------------------- | ----------------------------------------------------------- |
| Година на приемане на въоръжение                            | 1924                                                        | 1931                                                           | 1926                                                                            | 1932                                                        | 1936                                                        |
| Калибър, мм                                                 | 200                                                         | 203,2                                                          | 120                                                                             | 127                                                         | 25                                                          |
| Дължина на ствола, калибра                                  | 50                                                          | 50                                                             | 45                                                                              | 40                                                          | 60                                                          |
| Маса на оръдието със затвора, кг                            | 17 900                                                      | 19 000                                                         | 2980                                                                            | 3060                                                        | 115                                                         |
| Скорострелност, изстрела/минута                             | 2 – 5                                                       | 2 – 4                                                          | до 11                                                                           | до 14                                                       | до 260                                                      |
| Установка                                                   | Тип D                                                       | Тип D                                                          | Тип B2                                                                          | Тип A1                                                      | —                                                           |
| Ъгли на насочване                                           | −5°/+40°                                                    | −5°/+40°                                                       | −10°/+75°                                                                       | −8°/+90°                                                    | −10°/+85°                                                   |
| Начин на зареждане на изстрела                              | Картузен                                                    | Картузен                                                       | Унитарен                                                                        | Унитарен                                                    | Унитарен                                                    |
| Типове снаряди                                              | Бронебоен с балистичен накрайник, фугасен, учебен           | Бронебоен с балистичен накрайник, фугасен, осветителен, учебен | Фугасен, осколъчен, осветителен, Бронебоен снаряд с бронебоен накрайник, учебен | Фугасен, осколъчно-запалителен, осветителен, учебен         | Фугасен, запалителен, трасиращ, бронебоен                   |
| Маса на снаряда, кг                                         | 110,0                                                       | 125,85                                                         | 20,45                                                                           | 23,0                                                        | 0,25                                                        |
| Маса на метателния заряд, кг                                | 32,63                                                       | 33,80                                                          | 5,06                                                                            | 3,98                                                        | —                                                           |
| Начална скорост, м/с                                        | 870                                                         | 835                                                            | 825                                                                             | 720                                                         | 900                                                         |
| Максимална далечина, м                                      | 26 700                                                      | 28 900                                                         | 15 600                                                                          | 13 200                                                      | 7500                                                        |
| Досегаемост по височина, максимална, м                      | –                                                           | –                                                              | 10 065                                                                          | 8100                                                        | 5250                                                        |
| Ефективна, м                                                | –                                                           | –                                                              | 8450                                                                            | 7400                                                        | 1500                                                        |

## Оценка на проекта
Корабите от типа „Миоко“ влизат в числото на първите пет серии крайцери, проектирани според максималните лимити на Вашингтонския договор и заложени през 1924 – 1925 г. Към момента на влизане в строй по съвкупност на характеристиките те се считат за най-силните в света:
- Главният калибър от десет 200-мм оръдия в пет двуоръдейни кули е аналогичен на американските крайцери от типа „Пенсакола“ (също с десет оръдия, но в две двуоръдейни и две триоръдейни установки). Британските, френските и италианските аналози имат по-слабо основно въоръжение: осем 203-мм оръдия в четири двуоръдейни кули[114].
- На всички първи „договорни“ крайцери в централната част на корпуса има батарея универсални оръдия среден калибър, предназначени за борба с дирижаблите и разузнавателни самолети[115]. На „Миоко“ те са шест, което е повече от четирите оръдия на „Пенсакола“ и „Каунти“, но отстъпва на осемте оръдия на „Дюкен“ и шестнадесетте оръдия на „Тренто“ – макар при последните два калибърът да е по-малък. Освен това, на европейските крайцери има 37-мм/40-мм зенитни автомати, играещи ролята на ПВО на близката зона[115].
- Торпедното въоръжение от дванадесет 610-мм неподвижни тръби на „Миоко“ превъзхожда както по число, така и по калибър и „Тренто“ с аналогичното разположение, и „Каунти“, „Пенсакола“ и „Дюкен“ с въртящите се апарати[116]. Въпреки това на последващия тип „Такао“, от съображения за безопасност, става преход към въртящи се ТА на горната палуба, при по-малък брой тръби, но със система за бързото им презареждане[117].
- Най-силното авиационно въоръжение от петте типа договорни крайцери имат „Пенсакола“, носещ два катапулта в централната част на корпуса. „Миоко“, „Дюкен“ и „Тренто“ имат по един, на „Каунти“ изобщо няма до модернизацията му[118].
- 102-мм броневи пояс на „Миоко“ се простира от първата до петата кула на ГК, закриващ погребите и силовата установка, в същото време аналогичния по дължина пояс на „Тренто“ има дебелина едва 70 мм[119]. Американските и британските крайцери имат разделно и по-скромно по дебелина брониране на машините и погребите, при „Дюкен“ вертикалната броня на корпуса се свежда до 30-мм прикритие на боезапаса[120]. Палубите на първите договорни крайцери има сходна дебелина, изпъкват само „Тренто“, при който тя достига 50 мм, и „Пенсакола“ с 44-мм палуба над погребите. Установките на главния калибър на „Миоко“, „Каунти“ и „Дюкен“ обладават противоосколъчно брониране (25 – 30 мм)[121], при това на „Пенсакола“ дебелината на бронирането на челото съставлява 63 мм[122], а на „Тренто“ – 100 мм[123]. Защитата от подводни взривове на „Миоко“ от широки були и 58-мм противоторпедна прегра няма по това време аналози, само на „Каунти“ изначално има були, по-малки по размер[124].
- Компоновочно крайцерите от типа „Миоко“ са гладкопалубни кораби, изпъкващи сред аналозите с необичайно голямото съотношение дължина към ширина (10,6:1 против 9:1 при „Каунти“) и вълнообразната форма на горната палуба[125].
- Всички първи договорни крайцери имат четиривални паротурбинни силови установки, работещи на пара с налягане 18,0 – 21,0 кгс/см²[126]. Далечината на плаване на японските крайцери превъзхожда тази на предназначените за действие в Средиземно море италиански и френски, но отстъпва на британските, и особено на американските (с 30%). Впрочем, при господстващата тогава доктрина за генерално сражение при японските брегове и тази величина се счита за повече от достатъчна[30].

Слабите страни на проекта са голямото строително претоварване (довело в т.ч. и към забележимо надвишение на договорните лимити), пълната липса на бронева защита на бойната рубка, голямото време за преход от икономичен ход към пълен, посредствените (особено за плавания в тропиците) условия за обитаемост, а също и съхраняването на надлъжната преграда в машинните и котелните отделения, способстващо за бърза загуба на устойчивост след торпедни попадения.
Паралелно с типа „Миоко“ в 1924 – 1927 г. са построени крайцерите „Аоба“ и „Кинугаса“, съчетаващи корпуса, бронирането и силовата установка на по-ранния тип „Фурутака“ с новите двуоръдейни 200-мм кули и 120-мм зенитни оръдия.
Развитието на типа „Миоко“ стават четирите единици на типа „Такао“ постройка 1928 – 1932 г. Те получават друг състав въоръжения (203,2-мм установки Тип E/E1, четири против шест 120-мм зенитни оръдия, въртящи се торпедни апарати на горната палуба със система за бързо презареждане и по-съвършени торпеда, два катапулта вместо един, два 40-мм автомата в допълнение на картечниците), подобрено брониране (усилена е защитата на погребите и имат по-голяма площ на пояса), много по-голяма по размер носова надстройка и нова схема на работа на ТЗА в крайцерски режим, поради по-развитата система за вентилация и допълнителните жилищни помещения по-добри са и условията за обитаемост. При това тяхната пълна водоизместимост надхвърля 15 000 тона, със съответното влошаване на устойчивостта и резултати на ходовите изпитания.
| ТТХ на първите вашингтонски крайцери         | ТТХ на първите вашингтонски крайцери                | ТТХ на първите вашингтонски крайцери              | ТТХ на първите вашингтонски крайцери | ТТХ на първите вашингтонски крайцери   | ТТХ на първите вашингтонски крайцери | ТТХ на първите вашингтонски крайцери                      |
|                                              | Япония„Аоба“                                        | Япония„Миоко“                                     | Великобритания„Кент“                 | САЩ„Пенсакола“                         | Франция„Дюкен“                       | Италия„Тренто“                                            |
| -------------------------------------------- | --------------------------------------------------- | ------------------------------------------------- | ------------------------------------ | -------------------------------------- | ------------------------------------ | --------------------------------------------------------- |
| Година на залагане/влизане в строй           | 1924/1927                                           | 1924/1929                                         | 1924/1928                            | 1925/1928                              | 1924/1928                            | 1925/1929                                                 |
| Водоизместимост, стандартна/пълна, т         | 8300/10 583                                         | 10 980/14 194                                     | 9906/13 614                          | 9242/11 696                            | 10 000/12 200                        | 10 344/13 344                                             |
| Силова установка, к.с.                       | 102 000                                             | 130 000                                           | 80 000                               | 107 000                                | 120 000                              | 150 000                                                   |
| Максимална скорост, възела                   | 34,5                                                | 35,5                                              | 31,5                                 | 32,5                                   | 33,75                                | 36                                                        |
| Далечина на плаване, мили на скорост, възела | 7000 (14)                                           | 7000 (14)                                         | 8000 (10)                            | 10 000 (15)                            | 4500 (15)                            | 4160 (16)                                                 |
| Артилерия на главния калибър                 | 3×2 – 200-мм/50                                     | 5×2 – 200-мм/50 Тип 3 №1                          | 4×2 – 203-мм/50 Mk VIII              | 2×3, 2×2 – 203-мм/55 Mk 9              | 4×2 – 203-мм/50 Mod 24               | 4×2 – 203-мм/50 Mod. 24                                   |
| Универсална артилерия                        | 4×1 – 120-мм/45                                     | 6×1 – 120-мм/45 тип 3                             | 4×1 – 102-мм/45 Mk V                 | 4×1 – 127-мм/25                        | 8×1 – 76-мм/60 Mod 22                | 6×2 – 100-мм/47 Mod. 24                                   |
| Торпедно въоръжение                          | 6×2 – 610-мм ТА                                     | 4×3 – 610-мм ТА                                   | 2×4 – 533-мм ТА                      | 2×3 – 533-мм ТА                        | 2×3 – 533-мм ТА                      | 4×2 – 533-мм ТА                                           |
| Авиогрупа                                    | 1 катапулт, 1 хидросамолет                          | 1 катапулт, 2 хидросамолета                       | -                                    | 2 катапулта, до 4 хидросамолета        | 1 катапулт, 2 хидросамолета          | 1 катапулт, 2 хидросамолета                               |
| Брониране, мм                                | Борд – 76, палуба – 32 – 35, кули – 25, мостик – 35 | Борд – 102, палуба – 32 – 35, кули – 25, ПТП – 58 | Борд – 25, палуба – 32, кули – 25    | Борд – 63, палуба – 44, кули – 63 – 19 | Палуба – 30, кули – 30, рубка – 100  | Борд – 70, палуба – 20 – 50, кули – 100, рубка – 40 – 100 |
| Екипаж                                       | 622                                                 | 764                                               | 685                                  | 631                                    | 605                                  | 723                                                       |

## Коментари
1. ↑  При влизането им в строй са класифицирани като крайцери 1-ви клас (ито дзюнъйокан, по водоизместимост), от 1931 г. като клас A (ко-кю дзюнъйокан, с 8-дюймов главен калибър, т.е. тежки).
2. ↑  Данните са от изпитанията на крайцера „Начи“ от 24 април 1929 г.
3. ↑  По-късно е преименувано на Тип 3 №1, за да се избегне объркването с по-новия Тип 3 №2.
4. ↑  Хромоникелова бронева стомана, съдържаща 0,43 – 0,53% въглерод, 3,7 – 4,2% никел и 1,8 – 2,2% хром. Аналог на по-ранната британска тип VH, и се произвежда в Япония от началото на 20-те години. Виж Лакруа и Уелс, с. 742 – 743.
5. ↑  Конструкционна стомана с повишена якост, съдържаща 0,35% въглерод и 0,8 – 1,2% манган.
6. ↑  Американските летци заявяват къде по-голяма цифра от 9 торпеда, 20 бомби и 16 ракети – виж книгата на Лакруа и Уелс, стр. 351.
7. ↑  Конструкциона стомана с повишена якост, съдържаща 0,25 – 0,30% въглерод и 1,2 – 1,6% манган. Разработена от британската компания „Дейвид Колвил енд Сонс“ (оттук и обозначението Dücol или просто „D“) през 1925 г., е малко по-здрава отмарката HT. Виж Лакруа и Уелс, стр. 742 – 743.
8. ↑  Официално обозначение Тип 2 (1942) модел 1 2-ра модификация, или накратко – №21 (2) Дентан. Разпространеното в западните източници обозначение като Тип 21 е невярно, виж книгата на Лакруа и Уелс, стр. 319.
9. ↑  За американските и британските кораби дългите тонове са преизчислени в метрични.